# Христина Калчева
Христина Калчева (рос. Христина Калчева; 29 травня 1977,  Алексин, Тульськая област, СРСР) — болгарська спортсменка, яка спеціалізувалася на стрибках у висоту. Вона є чемпіонкою світу в приміщенні з 1999 року. На літніх Олімпійських іграх 2000 року  вона брала участь у стрибках у висоту, але не змогла виконати заліковий стрибок.
Вона має особистий рекорд 1,99 метра як на відкритому повітрі, так і в приміщенні.

## Рекорд змагань
| Рік                  | Змагання                     | Місто                | Місце                | Примітки             |                      |
| Представляє Болгарія | Представляє Болгарія         | Представляє Болгарія | Представляє Болгарія | Представляє Болгарія | Представляє Болгарія |
| -------------------- | ---------------------------- | -------------------- | -------------------- | -------------------- | -------------------- |
| 1998                 | Чемпіонат Європи             | Будапешт, Угорщина   | 16 (q)               | 187 см               |                      |
| 1999                 | Чемпіонат світу в приміщенні | Маебасі, Японія      | 1                    | 199 см               |                      |
| 2000                 | Олімпійські ігри             | Сідней Австралія     | –                    | NM                   |                      |